# Къдрево
Къдрево (на гръцки: Άγιος Δημήτριος, Агиос Димитриос, до 1926 година Κέντροβο/ν, Кедрово/н, до 1950 година Κεδρώνας, Κεδρώνα, Κεδρών, Кедронас, Кедрон, Кедрон,на румънски: Cândrova) е село в Република Гърция, в дем Воден (Едеса), oбласт Централна Македония с 63 жители (2001).

## География
Селото е разположено на 17 километра западно от демовия център Воден (Едеса) на 790 m надморска височина в северните склонове на планината Каракамен (Вермио).

## История

### В Османската империя
В 1848 година руският славист Виктор Григорович описва в „Очерк путешествия по Европейской Турции“ Кадрево като българско село.
В „Етнография на вилаетите Адрианопол, Монастир и Салоника“, издадена в Константинопол в 1878 година и отразяваща статистиката на населението от 1873 година, Къдрево (Kydrevo) е посочено като село във Воденска каза с 18 къщи и 78 жители българи.
В началото на XX век Къдрево е влашко село във Воденска кааза на Османската империя. Власите идват от Епир и купуват земята от турски бег.
Според статистиката на Васил Кънчов („Македония. Етнография и статистика“) в 1900 година в Къдрево живеят 13 турци.

### В Гърция
През Балканската война селото е окупирано от гръцки части и остава в Гърция след Междусъюзническата война. В 1920 година има 573 жители - всички власи. Боривое Милоевич пише в 1921 година („Южна Македония“), че Къдрово (Кьдрово) има 100 къщи власи християни.
Селото заедно със съседното Патичино е под влияние на румънската пропаганда и в 1925 година много от жителите му се изселват в Румъния.
В 1926 година селото е прекръстено на Кедронас, а в 1950 – на Агиос Димитриос.
По време на Гражданската война през зимата на 1947 година селяните са изселени във Воден от властите.
Преди изселването селяните се занимават със скотовъдство. След като се изселват във Воден запазват имотите си.
| Година    | 1913 | 1920 | 1928 | 1940 | 1951 | 1961 | 1971 | 1981 | 1991 | 2001 | 2011 | 2021 |
| --------- | ---- | ---- | ---- | ---- | ---- | ---- | ---- | ---- | ---- | ---- | ---- | ---- |
| Население | 390  | 573  | 168  | 159  |      | 30   | 4    | 8    | 29   | 63   | 22   | 10   |

## Личности
Свързани с Къдрево
- Христу Къндровяну (р. 1928), румънски литературен критик и поет, по произход от Къдрево